# 福建省福清第三中学
福建省福清第三中学，简称福清三中，位于福建省福清市龙田镇，是福建省一级达标中学。

## 学校历史
- - 1891年，牧师方鲍参建立了福清培元书院。[1]
  - 1924年，学校更名“融美初级中学”。
  - 1941年，由于抗战，福清毓贞、明义中学（即今福清二中）、平潭岚华中学和融美中学合办“明毓联合中学”。
  - 1943年，学校在龙田镇恢复。
  - 1952年，闽侯专区政府接办学校，学校更名为“福清第二初级中学”。
  - 1955年，福清第一中学成立，福清第一初级中学更名“福清第二中学”，因此福清第二初级中学更名“福清第三中学”。
  - 1962年，学校冠名“福建省福清第三中学”，中华人民共和国教育部副部长叶圣陶为学校题名，学者郭沫若为学校题词。
  - 1969年，受“文化大革命”影响，福清县所有公立中学下放给人民公社管理，福清三中更名“福清龙田中学”。
  - 1986年，学校复名“福清第三中学”。
  - 1996年，福清三中成为福建省二级达标高级中学。
  - 2015年，福清三中成为福建省一级达标高级中学。

## 学校象征

### 校训
居心当如止水 求学譬诸为山。

### 校庆
11月28日。

## 校园
现校园面积为69963平方米，校舍建筑面积37485.5平方米，绿地面积27023.6平方米。建有图书馆、学生实验楼、400米标准运动场，标准生物园和地理园。